# 史蒂夫·漢克
史蒂夫·漢克（英語：Steve H. Hanke，1942年12月29日—），是美國約翰·霍普金斯大学的應用經濟學家，並且於華盛頓特區的卡托研究所，爲Troubled Currencies Project擔任高級研究員及主任。約翰·霍普金斯大学應用經濟學研究所、全球衛生研究所和馬里蘭州巴爾的摩商業企業研究的聯合主任。
汉克因其作为货币改革者的工作而闻名1981年至1982年，他是罗纳德·里根总统的经济顾问委员会的高级经济学家，并担任亚洲，南美，欧洲和中东国家元首的经济顾问。他还因其在货币委员会对美元化、恶性通货膨胀、水价和其需求，利益成本分析、私有化经济以及应用经济学中的其他主题方面的开创性工作而闻名。
汉克作为福布斯杂志的专栏作家撰写了大量文章同时，他也是商品和货币交易員。

## 生平
史蒂夫·汉克于1942年出生于乔治亚州梅肯并在爱荷华州大西洋镇度过童年和高中时期。毕业后就读于科罗拉多州科罗拉多大学，他是Phi Delta Theta联谊会的成员之一。1964年，汉克在科罗拉多大学獲得工商管理學士学位，並於1969年获得经济学博士学位。1966年，汉克在科罗拉多矿业学院获得了第一个學術職位。在任職期间，汉克開發並教授了矿物与石油经济学的课程，同時完成了他的博士论文《城市用水需求》，取得博士學位。汉克随后加入了约翰斯·霍普金斯大学，他最初专攻水资源经济学。在约翰霍普金斯大学工作六年后，包括在加州大学伯克利分校获得一年的访问教授，汉克获得了正教授的职位，这是学校历史上最快的晋升之一。目前，汉克教授应用经济学和金融学课程，这些课程被普遍认为是霍普金斯大学学生在华尔街就业的門路。
在他的职业生涯中，汉克曾担任多个学术期刊的编辑职位，包括经济政策改革期刊、 水资源研究、 土地经济学、水利工程与管理。他目前担任国际经济，独立评论，卡托杂志，奥地利经济评论，经济期刊观察和中央银行的编辑职位。

## 荣誉
为了表彰他在汇率制度和货币改革方面的奖学金，汉克获得了各种荣誉。
- 2013年，保加利亚科学院荣誉博士（保加利亚索菲亚）[22]
- 2015年，荣誉博士，瓦尔纳自由大学（瓦尔纳，保加利亚）[23]
- 2017年，荣誉博士，列支敦士登大學（瓦杜兹，列支敦士登）[24]